# Juan Pablo Forner
Juan Pablo Forner y Segarra (Mèrida, Extremadura, 17 de febrer de 1756 - Madrid, 16 de març de 1797) va ser un escriptor espanyol. Era de família valenciana, va ser educat pel seu oncle que era el famós metge Andrés Piquer. Va estudiar Dret a les universitats de Madrid i Toledo i va ser professor de jurisprudència a la Universitat de Salamanca. Va ser protegit per Manuel Godoy i per això va ser nomenat fiscal del crim de l'Audiència de Sevilla (1790) i del Consell de Castella (1796). La Real Academia Española premià la seva Sátira contra los vicios introducidos en la Poesía por los malos poetas de 1782. Ell mateix va satiritzar a gairebé tots els escriptors contemporanis, especialment agre va ser contra Tomás de Iriarte, Vicente García de la Huerta, Francisco Sánchez Barbero, José de Vargas Ponce, Cándido María Trigueros i León de Arroyal.
Va ser un apassionat nacionalista espanyol i va defensar la cultura espanyola davant el judici que n'havia fet Masson de Morvilliers a la Enciclopédie Méthodique (1782) "Què es deu a Espanya?". La resposta de Forner va ser realitzada per encàrrec del Comte de Floridablanca, amb el títol de: Oración apologética por la España y su mérito literario (1786); això li va valdre la paròdia Pan y Toros de León de Arroyal i el menyspreu d'altres il·lustrats dient que estava massa enganxat als poderosos.

## Obres
- Obras de don Juan Pablo Forner recogidas y ordenadas por D. Luis Villanueva, Madrid: Imp. La Amistad, 1843.
- Sátira contra los vicios introducidos en la poesía castellana, premiada por la Real Academia Española, Madrid: Ibarra, 1783.
- Oración apologética por la España y su mérito literario (1786)
- Discurso sobre el modo de escribir y mejorar la historia de España
- Exequias de la lengua castellana.
- El asno erudito. Fábula original, obra póstuma de un poeta anónimo. Publicada por Pablo Segarra Madrid: Imprenta del Supremo Consejo de Indias, 1782. Contra Tomás de Iriarte.
- Los gramáticos. Historia chinesca (1782), Clásicos castellanos, 1970, prólogo de José Jurado. Contra Tomás de Iriarte.
- Discurso sobre la tortura, edición de Santiago Mollfulleda. Barcelona: Crítica, 1990.
- La corneja sin plumas (1795), contra Vargas Ponce.
- Carta de don Antonio de Varas, contra Trigueros.
- Reflexiones sobre la "Lección crítica" que ha publicado don Vicente García de la Huerta. Las escribía en vindicación de la buena memoria de Miguel de Cervantes Saavedra Tomé Cecial, ex-escudero del bachiller Sansón Carrasco. Madrid: Imprenta Real, 1786.